# Wall and Hanover Building
El 63 Wall Street, originalmente Wall and Hanover Building, es un rascacielos de 37 pisos en Wall Street en el distrito financiero de Manhattan en la ciudad de Nueva York. Construido en 1929, fue diseñado por Delano & Aldrich como sede de Brown Brothers & Co.

## Historia
63 Wall Street fue la sede de Brown Brothers & Co., un banco comercial que se convirtió en Brown Brothers Harriman & Co., un banco privado, por fusión en 1931. Originalmente conocido como 59 Wall Street, fue ocupado por BBH hasta 2003 cuando se mudó al 140 de Broadway. BBH estableció una familia de fondos mutuos en 1983 y la denominó "59 Wall Street Funds". Esa familia de fondos pasó a llamarse "BBH Funds" en 2002 cuando la empresa hizo planes para trasladar su sede.
En 2003 y 2004, Metro Loft Management convirtió el edificio en apartamentos de alquiler. La empresa de arrendamiento cambió el nombre del edificio a The Crest, llamado así por las representaciones circulares ornamentadas en el exterior del edificio, y comenzó a usar la dirección 63 Wall Street. La planta baja del edificio ahora es espacio comercial, incluida la Oficina de Correos de los Estados Unidos para el código postal 10005.
El edificio se agregó al Registro Nacional de Lugares Históricos el 16 de noviembre de 2005. También es una propiedad que contribuye al distrito histórico de Wall Street, un distrito NRHP creado en 2007.
Hoy, 63 Wall Street está en manos de Eastbridge Group, con sede en Luxemburgo (a través de DTH Capital) y AG Real Estate.

## Galería

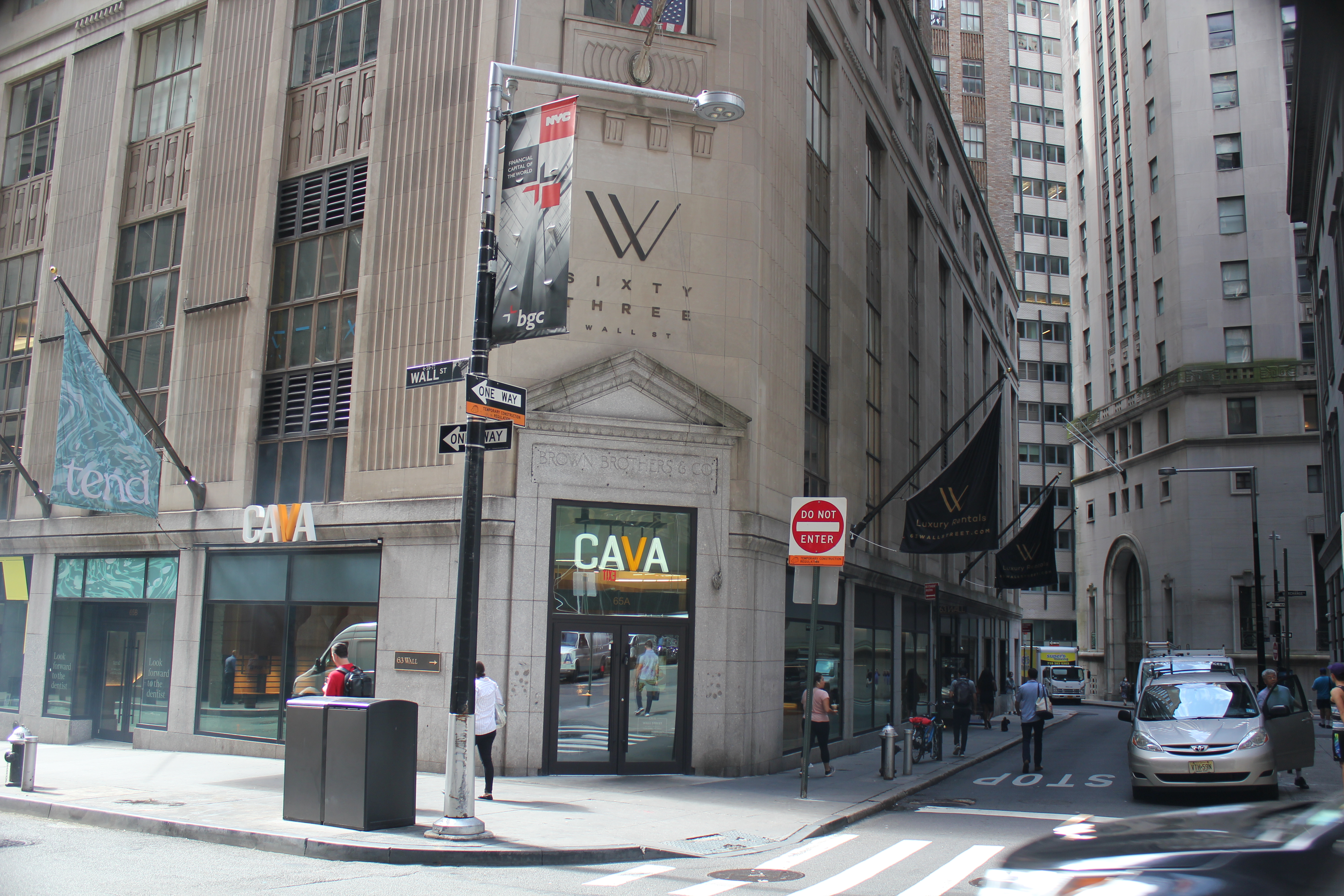
En 2021
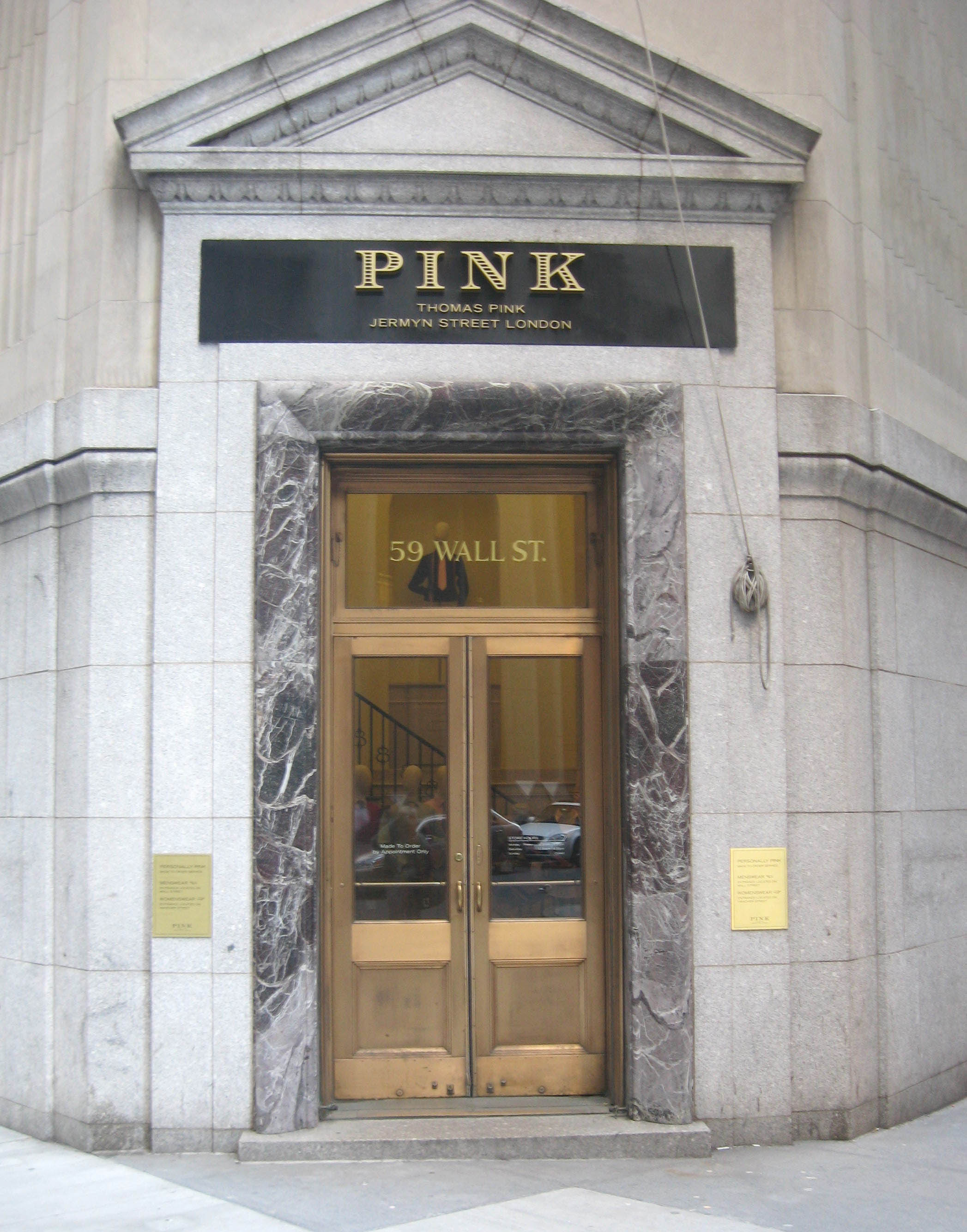
Tienda Thomas Pink